# الدوري الإنجليزي لكرة القدم 1902–03
الدوري الإنجليزي لكرة القدم 1902–03 (بالإنجليزية: 1902–03 Football League)‏ هو موسم من دوري كرة القدم الإنجليزي. فاز فيه شيفيلد وينزداي.